# La Rochette (Charente)
Pour les articles homonymes, voir La Rochette.
La Rochette (La Rocheta en marchois, dialecte occitan) est une commune du Sud-Ouest de la France, située dans le département de la Charente (région Nouvelle-Aquitaine).
Ses habitants sont les Rocheteaux.

## Géographie

### Localisation et accès
La Rochette est une commune située à 9 km au nord-ouest de la Rochefoucauld et 21 km au nord-est d'Angoulême. Elle est traversée par la Tardoire et bordée au sud par la forêt de la Braconne.
Le bourg de La Rochette est aussi à 6 km au sud de Saint-Angeau et 13 km au sud-est de Mansle.
À l'écart des grands axes, la commune est principalement traversée par la D 6, route de La Rochefoucauld à Mansle, qui passe sur la rive droite de la Tardoire. Le bourg est desservi par la D 40, l'itinéraire parallèle sur la rive gauche entre Agris et Coulgens. La D 11, de Chasseneuil à Jauldes et Rouillac, traverse le sud de la commune dans la forêt. La D 45, ancienne voie romaine de Saintes à Lyon, borde la commune au nord.

### Hameaux et lieux-dits
L'habitat est surtout regroupé autour du bourg et le long de la D 40, et les hameaux sont nombreux : les Pitres, les Gots, le Roc, Villebreton, Villemalet, le Coq, etc. On trouve trois hameaux sur la rive droite de la Tardoire : les Basses Écures, Fourlière et Lagerie.

### Communes limitrophes
| Coulgens | Val-de-Bonnieure |          |
| Jauldes  | La Rochette      | Les Pins |
|          | Agris            |          |

### Géologie
Le nom de La Rochette signifie petite roche. La commune est sur un plateau calcaire datant du Jurassique supérieur (Oxfordien terminal, Kimméridgien), qui fait partie du plateau de la Boixe et de la Braconne, de nature karstique. Le sol de la vallée est composé d'alluvions sous forme de sables appelés localement grèze.
La commune est située sur le karst de La Rochefoucauld, terrain calcaire creusé de galeries et dans lequel s'engouffrent les ruisseaux,,.
Le relief est celui d'un bas plateau d'une altitude moyenne de 90 m descendant en pente douce vers la large vallée de la Tardoire qui traverse la commune du sud-est au nord-ouest. Le point culminant de la commune est à une altitude de 115 m, situé au nord sur la D.45 en limite avec Sainte-Colombe. Au sud-ouest aussi, dans la forêt de la Braconne, les altitudes dépassent les 100 m. Le point le plus bas est à 66 m, situé à l'ouest en limite avec Coulgens (lit de la Tardoire). Le bourg est à environ 80 m d'altitude.

### Hydrographie

#### Réseau hydrographique
La commune est située dans le bassin versant de la Charente au sein du Bassin Adour-Garonne. Elle est drainée par la Tardoire,.
La Tardoire, sous-affluent de la Charente, traverse la commune, mais à cause du sol karstique, elle est à sec une partie de l'année.

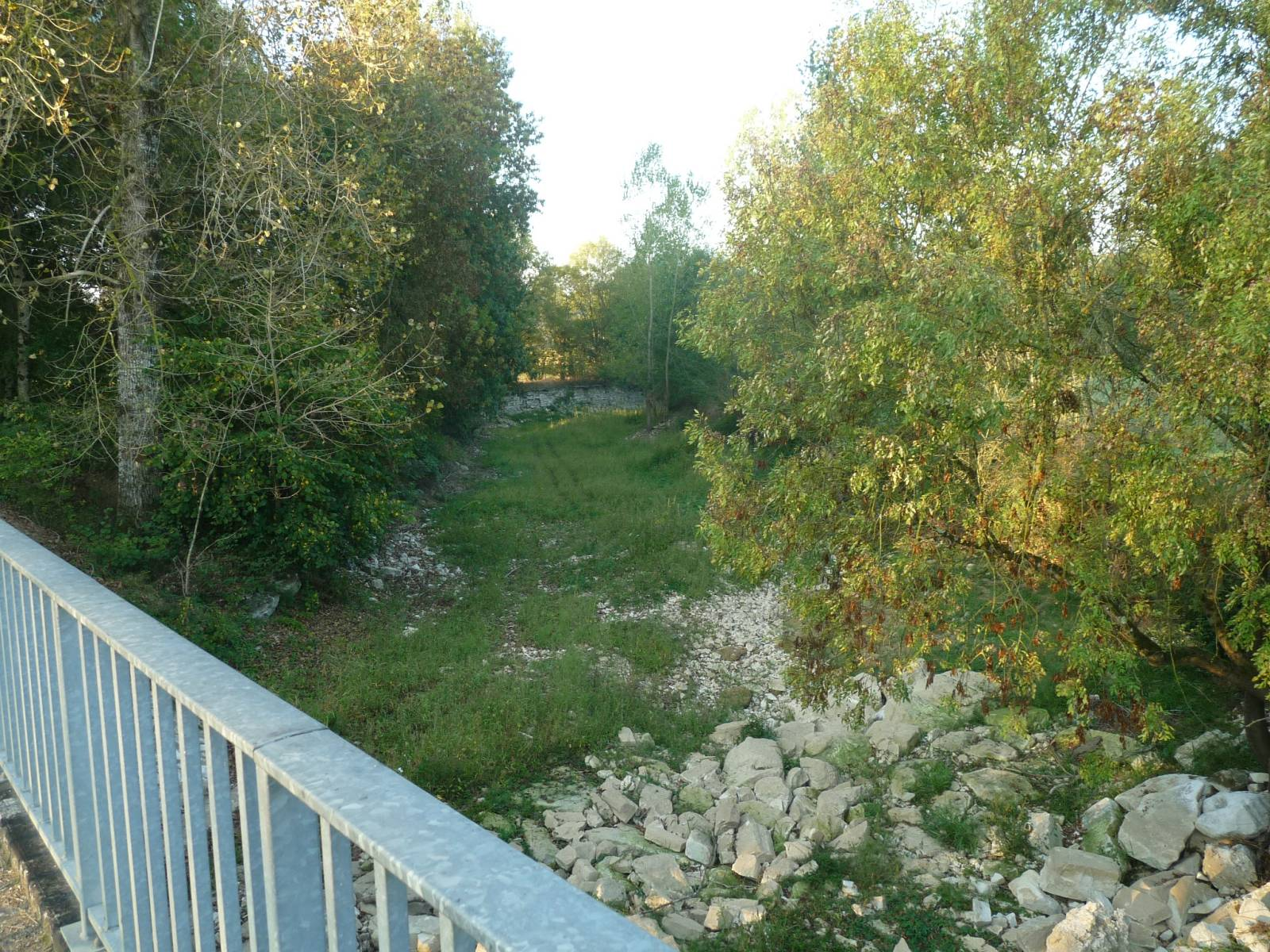
La Tardoire en été.
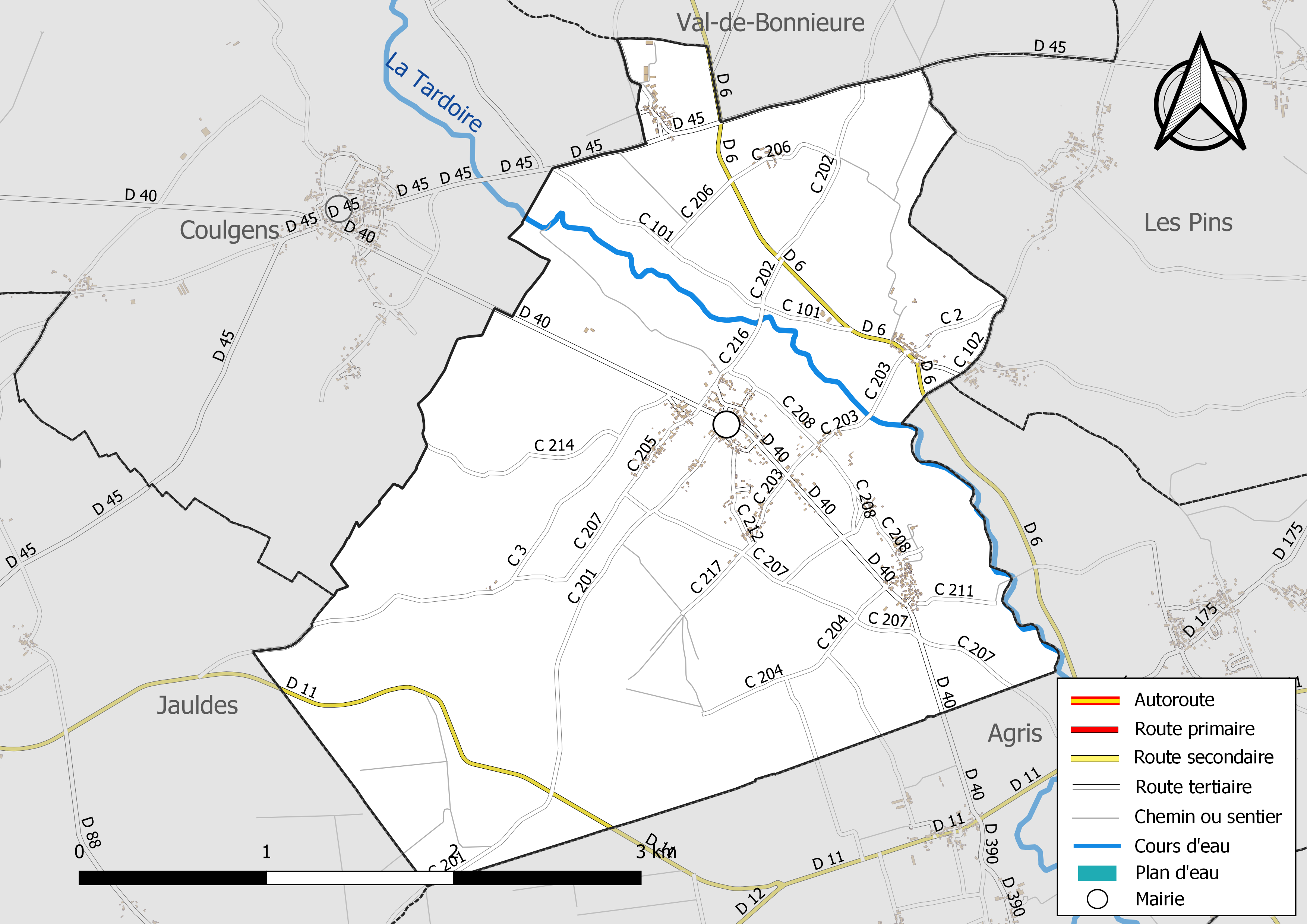
Réseaux hydrographique et routier de La Rochette.

#### Gestion des eaux
Le territoire communal est couvert par le schéma d'aménagement et de gestion des eaux (SAGE) « Charente ». Ce document de planification, dont le territoire correspond au bassin de la Charente, d'une superficie de 9 300 km2, a été approuvé le 19 novembre 2019. La structure porteuse de l'élaboration et de la mise en œuvre est l'établissement public territorial de bassin Charente. Il définit sur son territoire les objectifs généraux d’utilisation, de mise en valeur et de protection quantitative et qualitative des ressources en eau superficielle et souterraine, en respect des objectifs de qualité définis dans le troisième SDAGE  du Bassin Adour-Garonne qui couvre la période 2022-2027, approuvé le 10 mars 2022.

### Climat
Comme dans les trois quarts sud et ouest du département, le climat est océanique aquitain.

## Urbanisme

### Typologie
Au 1er janvier 2024, La Rochette est catégorisée commune rurale à habitat dispersé, selon la nouvelle grille communale de densité à 7 niveaux définie par l'Insee en 2022.
Elle est située hors unité urbaine. Par ailleurs la commune fait partie de l'aire d'attraction d'Angoulême, dont elle est une commune de la couronne,. Cette aire, qui regroupe 94 communes, est catégorisée dans les aires de 50 000 à moins de 200 000 habitants,.

### Occupation des sols
L'occupation des sols de la commune, telle qu'elle ressort de la base de données européenne d’occupation biophysique des sols Corine Land Cover (CLC), est marquée par l'importance des territoires agricoles (66,7 % en 2018), en diminution par rapport à 1990 (68,1 %). La répartition détaillée en 2018 est la suivante : 
terres arables (43,4 %), forêts (27,3 %), zones agricoles hétérogènes (21,2 %), zones urbanisées (3,6 %), mines, décharges et chantiers (2,3 %), prairies (2,1 %). L'évolution de l’occupation des sols de la commune et de ses infrastructures peut être observée sur les différentes représentations cartographiques du territoire : la carte de Cassini (XVIIIe siècle), la carte d'état-major (1820-1866) et les cartes ou photos aériennes de l'IGN pour la période actuelle (1950 à aujourd'hui).

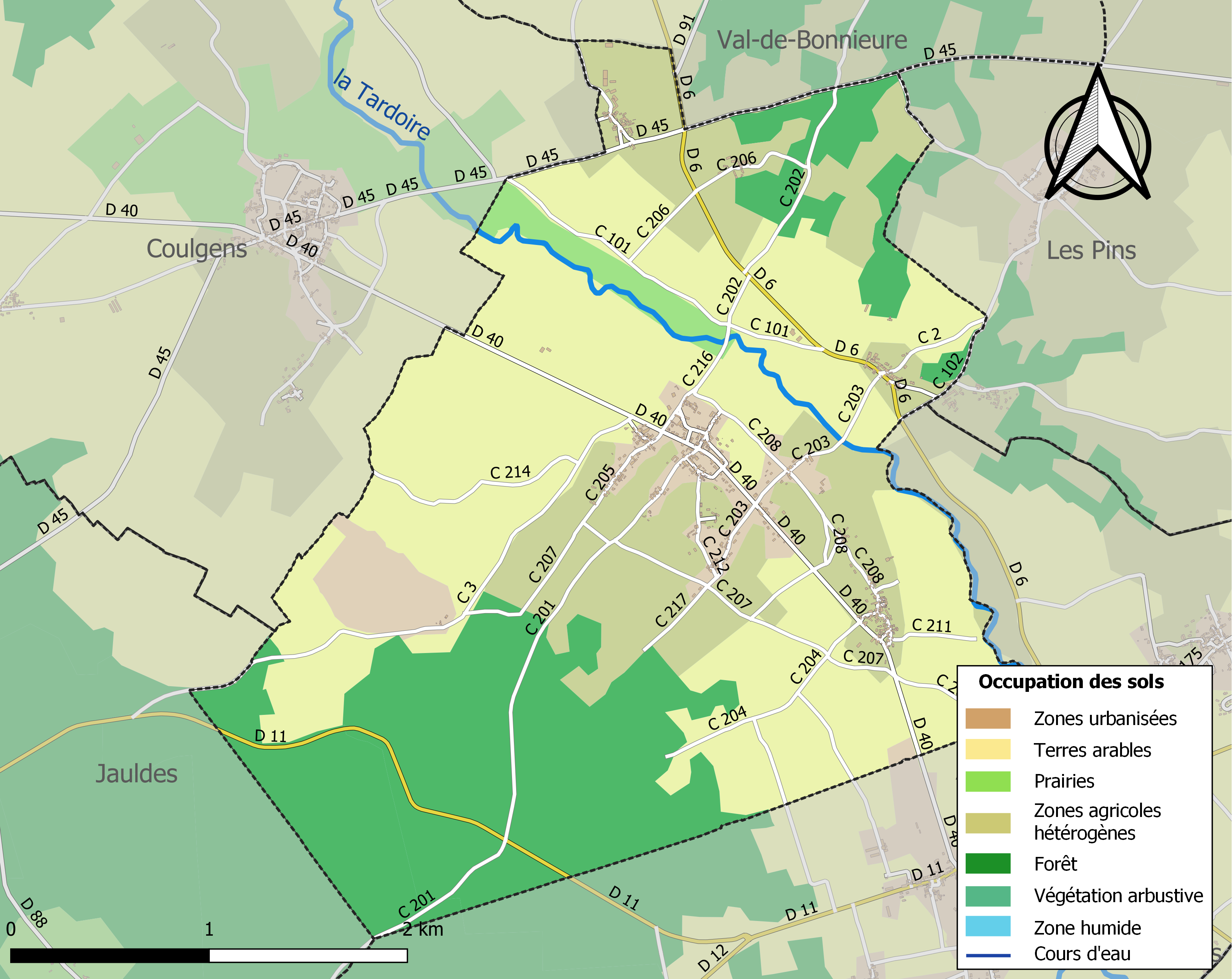
Carte des infrastructures et de l'occupation des sols de la commune en 2018 (CLC).

### Risques majeurs
Le territoire de la commune de La Rochette est vulnérable à différents aléas naturels : météorologiques (tempête, orage, neige, grand froid, canicule ou sécheresse), inondations, feux de forêts, mouvements de terrains et séisme (sismicité modérée). Un site publié par le BRGM permet d'évaluer simplement et rapidement les risques d'un bien localisé soit par son adresse soit par le numéro de sa parcelle.
Certaines parties du territoire communal sont susceptibles d’être affectées par le risque d’inondation par débordement de cours d'eau, notamment la Tardoire. La commune a été reconnue en état de catastrophe naturelle au titre des dommages causés par les inondations et coulées de boue survenues en 1982, 1983, 1993 et 1999,.
La Rochette est exposée au risque de feu de forêt du fait de la présence sur son territoire des forêts domaniales de Bois Blanc et de la Braconne. Un plan départemental de protection des forêts contre les incendies (PDPFCI) a été élaboré pour la période 2017-2026, faisant suite à un plan 2007-2016. Les mesures individuelles de prévention contre les incendies sont précisées par divers arrêtés préfectoraux et s’appliquent dans les zones exposées aux incendies de forêt et à moins de 200 mètres de celles-ci. L’arrêté du 3 mai 2016 règlemente l'emploi du feu en interdisant notamment d’apporter du feu, de fumer et de jeter des mégots de cigarette dans les espaces sensibles et sur les voies qui les traversent sous peine de sanctions. L'arrêté du 27 décembre 2019 rend le débroussaillement obligatoire, incombant au propriétaire ou ayant droit,,,.

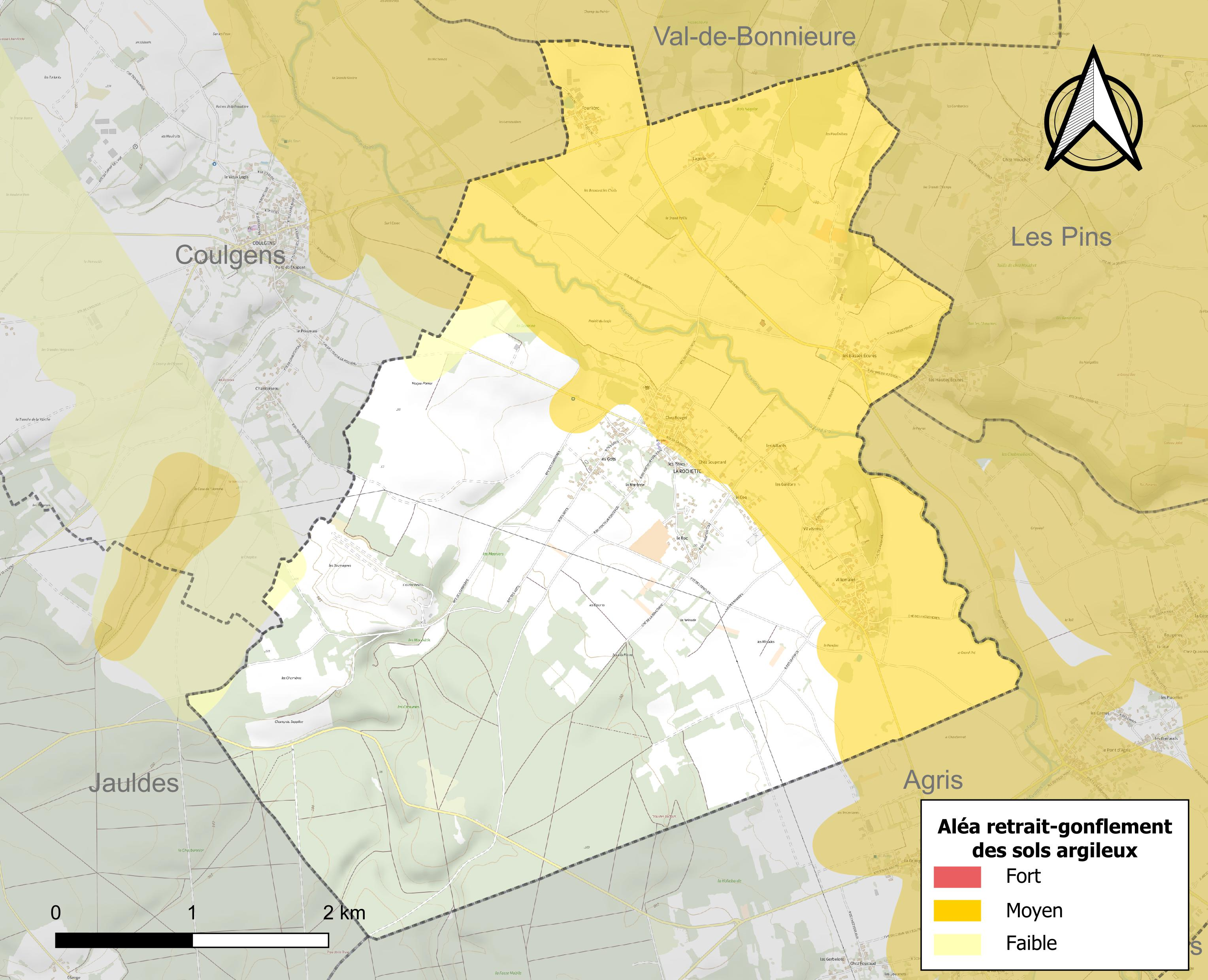
Carte des zones d'aléa retrait-gonflement des sols argileux de La Rochette.

Les mouvements de terrains susceptibles de se produire sur la commune sont des affaissements et effondrements liés aux cavités souterraines (hors mines). Par ailleurs, afin de mieux appréhender le risque d’affaissement de terrain, l'inventaire national des cavités souterraines permet de localiser celles situées sur la commune.
Le retrait-gonflement des sols argileux est susceptible d'engendrer des dommages importants aux bâtiments en cas d’alternance de périodes de sécheresse et de pluie. 42,9 % de la superficie communale est en aléa moyen ou fort (67,4 % au niveau départemental et 48,5 % au niveau national). Sur les 276 bâtiments dénombrés sur la commune en 2019,  174 sont en aléa moyen ou fort, soit 63 %, à comparer aux 81 % au niveau départemental et 54 % au niveau national. Une cartographie de l'exposition du territoire national au retrait gonflement des sols argileux est disponible sur le site du BRGM,.
Par ailleurs, afin de mieux appréhender le risque d’affaissement de terrain, l'inventaire national des cavités souterraines permet de localiser celles situées sur la commune.
Concernant les mouvements de terrains, la commune a été reconnue en état de catastrophe naturelle au titre des dommages causés par la sécheresse en 2009 et par des mouvements de terrain en 1999.

## Toponymie
Les formes anciennes sont Rocheta, Rotcheta au XIIIe siècle.
Le nom de La Rochette signifie « petite roche », et veut dire dans le contexte régional « le petit château », en faisant allusion à La Rochefoucauld (La Roche), tout proche,.

### Limite dialectale
La commune est dans le domaine marchois, dialecte occitan, et marque la limite avec la langue d'oïl (au sud-ouest, à Jauldes). Au sud-est (Agris), le dialecte occitan est limousin. Elle se nomme La Rocheta en occitan.

## Histoire
Quelques vestiges de l'antiquité sont à signaler dans la commune. Au lieu-dit Trou Amiaud, en 1974, des objets de l'âge du bronze et du début de l'âge du fer (un vase) ont été trouvés, suivis par des monnaies romaines des IIIe et IVe siècles. Près de Villemalet un sarcophage, tête à l'ouest, avec bulle en terre cuite a été trouvé, avec trois autres sépultures ; il pourrait s'agir d'une nécropole romaine.
Au Moyen Âge, principalement aux XIIe et XIIIe siècles, La Rochette se trouvait sur une variante nord-sud de la via Turonensis, itinéraire du pèlerinage de Saint-Jacques-de-Compostelle qui passait par Nanteuil-en-Vallée, Lichères, Saint-Angeau, Angoulême, Mouthiers, Blanzac et Aubeterre.
Les premiers registres de l'état civil remontent à 1610.
La Rochette était le siège d'un fief appartenant à une famille Rousseau ou Rousselet de La Rochette. Ce fief est passé successivement entre les mains des Tizon, des de Paris (seigneur du Courret) en 1726, Souc de La Planche (seigneur de la Garélie, dit de La Garelli) en 1756, Guitard de Ribérolle, puis Cousans jusqu'en 1946. Le premier château datant des XIVe et XVe siècles étant assez délabré, les Tizon (branche Frotier-Tizon) en édifièrent un nouveau vers 1580.
Vers 1660, lorsque l'infante d'Espagne Marie-Thérèse se rendit en France pour épouser Louis XIV, elle fut reçue au château de La Rochefoucauld, tandis que sa suite était hébergée au château de La Rochette.

## Politique et administration

### Liste des maires

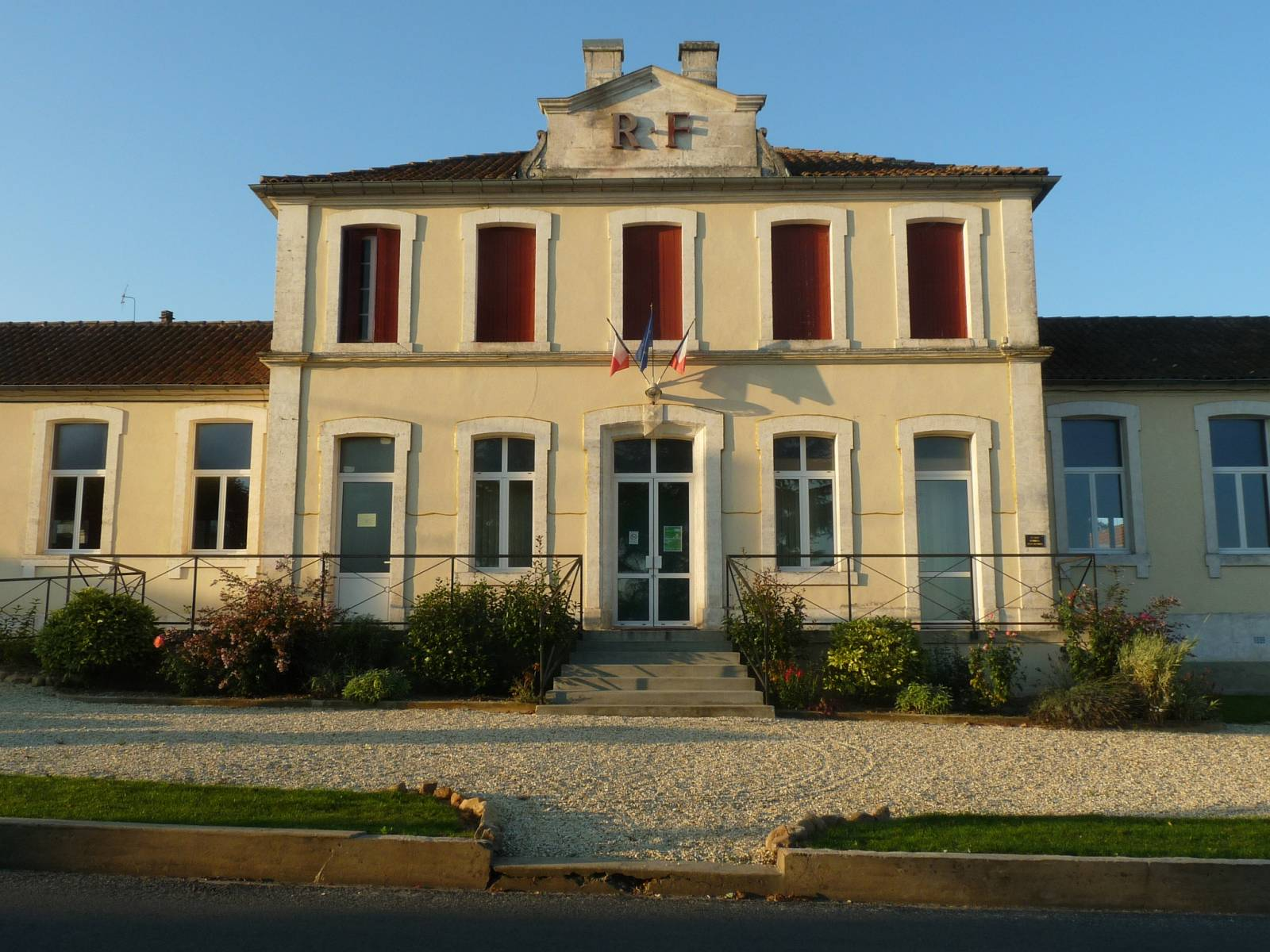
La mairie.

| Période                                  | Période  | Identité           | Étiquette | Qualité          |
| ---------------------------------------- | -------- | ------------------ | --------- | ---------------- |
| Les données manquantes sont à compléter. |          |                    |           |                  |
| 1867                                     | 1894     | Jean Bonnaud       |           |                  |
| 1894                                     | 1904     | Eugène Bonnaud     |           |                  |
| 1904                                     | 1928     | Eutrope lairet     |           |                  |
| 1928                                     | 1944     | Gabriel Blanchier  |           |                  |
| 1944                                     | 1947     | Louis Fontroubade  |           |                  |
| 1947                                     | 1981     | Robert Gagnaire    | PCF       | Instituteur      |
| 1981                                     | 1983     | François Hernandez | SE        |                  |
| 1983                                     | 1989     | Renée Rainaud      | SE        | Institutrice     |
| 1989                                     | 2008     | Francis Chagnaud   |           |                  |
| 2008                                     | 2014     | Laurent Banicic    | SE        | Clerc de notaire |
| 2014                                     | En cours | Vincent Ringeade   | SE        |                  |

### Politique environnementale
Dans son palmarès 2024, le Conseil national de villes et villages fleuris de France a attribué une fleur à la commune.

## Démographie

### Évolution démographique
L'évolution du nombre d'habitants est connue à travers les recensements de la population effectués dans la commune depuis 1800. Pour les communes de moins de 10 000 habitants, une enquête de recensement portant sur toute la population est réalisée tous les cinq ans, les populations de référence des années intermédiaires étant quant à elles estimées par interpolation ou extrapolation. Pour la commune, le premier recensement exhaustif entrant dans le cadre du nouveau dispositif a été réalisé en 2004.

En 2022, la commune comptait 525 habitants, en évolution de −1,32 % par rapport à 2016 (Charente : −0,48 %, France hors Mayotte : +2,11 %).
| 1800 | 1806 | 1821 | 1831 | 1841 | 1846 | 1851 | 1856 | 1861 |
| ---- | ---- | ---- | ---- | ---- | ---- | ---- | ---- | ---- |
| 767  | 748  | 742  | 864  | 801  | 805  | 851  | 765  | 760  |

| 1866 | 1872 | 1876 | 1881 | 1886 | 1891 | 1896 | 1901 | 1906 |
| ---- | ---- | ---- | ---- | ---- | ---- | ---- | ---- | ---- |
| 793  | 654  | 636  | 631  | 638  | 595  | 609  | 575  | 529  |

| 1911 | 1921 | 1926 | 1931 | 1936 | 1946 | 1954 | 1962 | 1968 |
| ---- | ---- | ---- | ---- | ---- | ---- | ---- | ---- | ---- |
| 549  | 501  | 480  | 440  | 500  | 391  | 393  | 398  | 401  |

| 1975 | 1982 | 1990 | 1999 | 2004 | 2006 | 2009 | 2014 | 2019 |
| ---- | ---- | ---- | ---- | ---- | ---- | ---- | ---- | ---- |
| 422  | 436  | 445  | 442  | 514  | 540  | 556  | 535  | 534  |

| 2022 | - | - | - | - | - | - | - | - |
| ---- | - | - | - | - | - | - | - | - |
| 525  | - | - | - | - | - | - | - | - |

### Pyramide des âges
En 2018, le taux de personnes d'un âge inférieur à 30 ans s'élève à 28,7 %, soit en dessous de la moyenne départementale (30,2 %). À l'inverse, le taux de personnes d'âge supérieur à 60 ans est de 29,5 % la même année, alors qu'il est de 32,3 % au niveau départemental.
En 2018, la commune comptait 267 hommes pour 267 femmes, soit un taux de 50 % de femmes, légèrement inférieur au taux départemental (51,59 %).
Les pyramides des âges de la commune et du département s'établissent comme suit.
| Hommes | Classe d’âge | Femmes |
| ------ | ------------ | ------ |
| 0,4    | 90 ou +      | 1,1    |
| 8,2    | 75-89 ans    | 9,4    |
| 18,0   | 60-74 ans    | 21,7   |
| 24,3   | 45-59 ans    | 21,7   |
| 18,4   | 30-44 ans    | 19,5   |
| 16,1   | 15-29 ans    | 14,6   |
| 14,6   | 0-14 ans     | 12,0   |

| Hommes | Classe d’âge | Femmes |
| ------ | ------------ | ------ |
| 1      | 90 ou +      | 2,7    |
| 9,2    | 75-89 ans    | 12     |
| 20,6   | 60-74 ans    | 21,3   |
| 20,7   | 45-59 ans    | 20,3   |
| 16,8   | 30-44 ans    | 16     |
| 15,6   | 15-29 ans    | 13,4   |
| 16,1   | 0-14 ans     | 14,3   |

## Économie

### Agriculture
La viticulture occupe une petite partie de l'activité agricole. La commune est située dans les Bons Bois, dans la zone d'appellation d'origine contrôlée du cognac.

### Tourisme
- Gîtes ruraux[44]

## Équipements, services et vie locale

### Enseignement
L'école est un RPI entre Agris et La Rochette. Agris accueille l'école primaire et La Rochette seulement l'école élémentaire, avec deux classes. Le secteur du collège est La Rochefoucauld.

### Vie locale
L'association du Foyer Rural de La Rochette a été fondée en 1948 par Robert Gagnaire, instituteur qui deviendra maire de La Rochette. Elle organise la fête annuelle du village avec frairie (fête foraine), le 2e week-end de septembre (vide-grenier le samedi) et le dimanche le grand concours du lancer de charentaises, avec un marché de pays et repas. Le président actuel du comité des fêtes est Mickaël Rassat.
L'association a fait la renommée de la commune par ses bals toutes les trois semaines, dans le château et cela sur deux étages dans les années 1960-1980 avec de superbes orchestres.
Elle a ou organise encore des repas entrecôte,  fruits de mer...
Elle a été organisatrice d'un circuit cycliste ffc et ufolep pendant de très nombreuses années.
Elle organise des randonnées mensuelles.
En 2008, un livre souvenir sur les 70 ans d'animations a été réalisé retraçant toutes les activités de cette association.

## Lieux et monuments

### Patrimoine religieux
L'église paroissiale Saint-Sébastien est romane. Construite en 1180, elle a remplacé un premier édifice charpenté du XIe siècle. Son architecture est simple : nef unique, faux carré du transept et abside semi-circulaire. Sa façade comporte un portail central à trois voussures nues et deux arcades latérales abritant chacune un petit tympan sculpté. Le toit, récemment restauré, est couvert de lauzes, dallettes calcaires caractéristiques des environs. Elle est classée monument historique depuis 1932.
Son autel en bois sculpté et doré datant du XVIIIe siècle et représentant des scènes du Nouveau Testament a été restauré. Il est classé monument historique au titre objet depuis 1980.

L'église de La Rochette
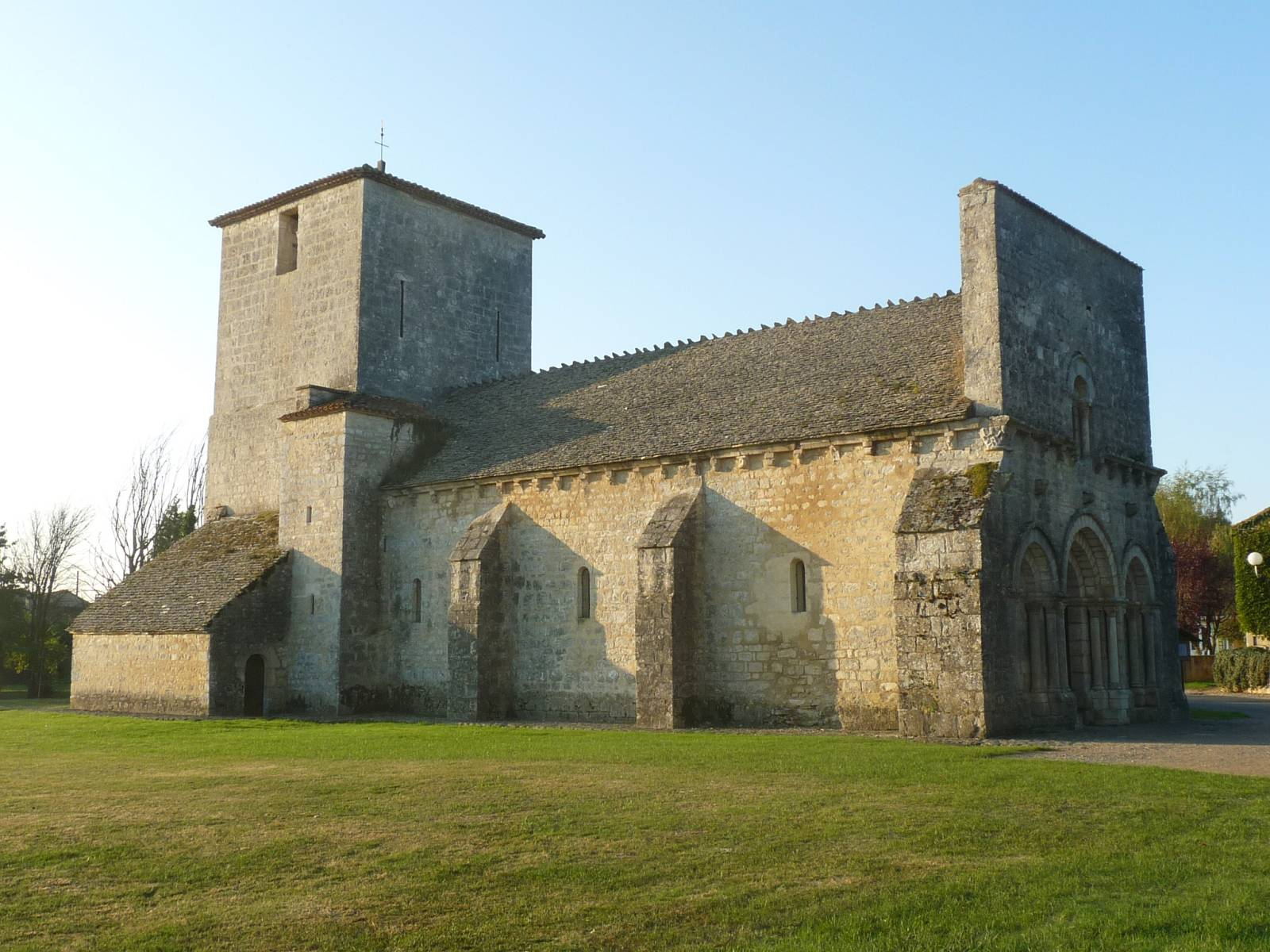
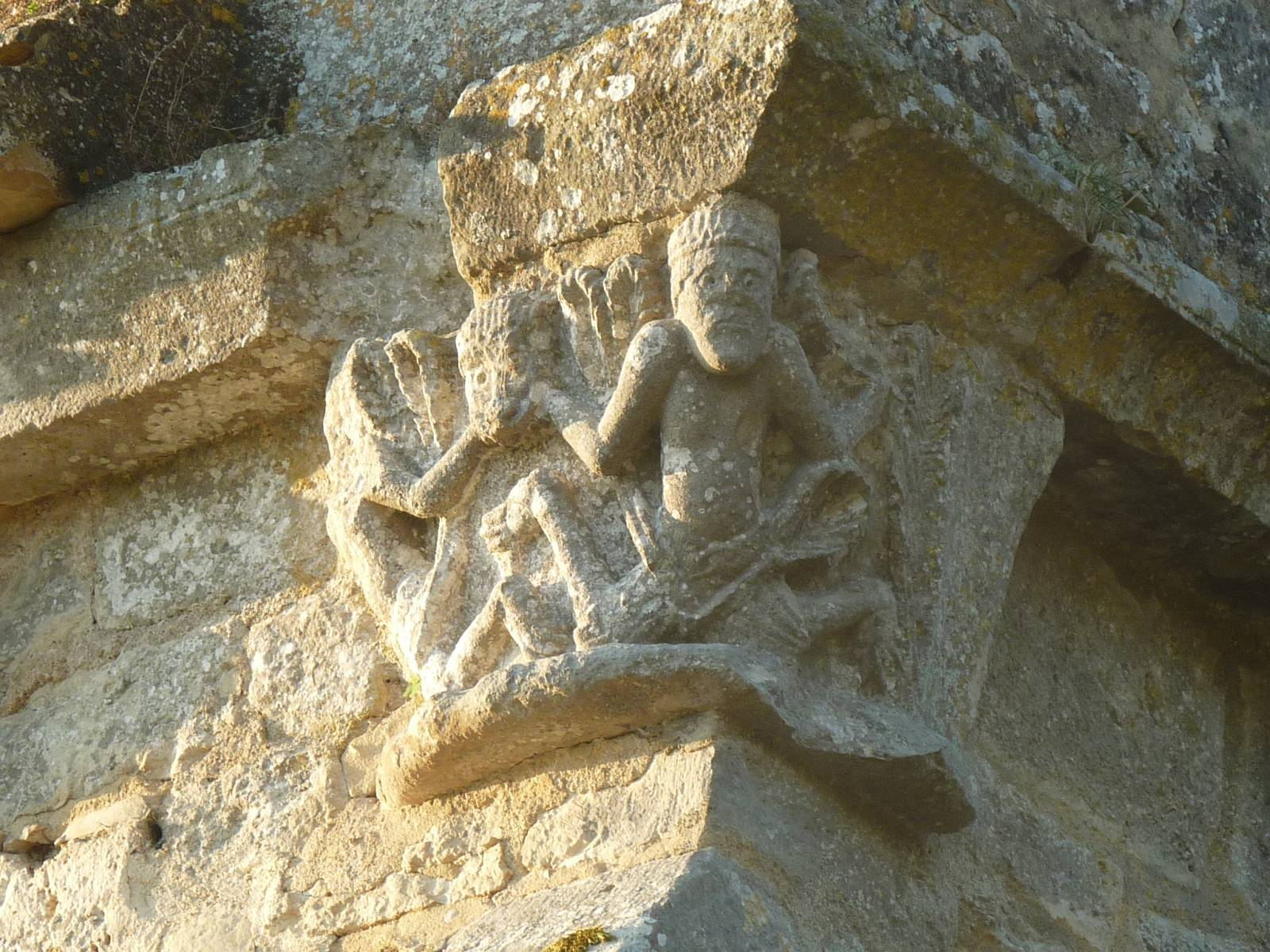
sculpture.
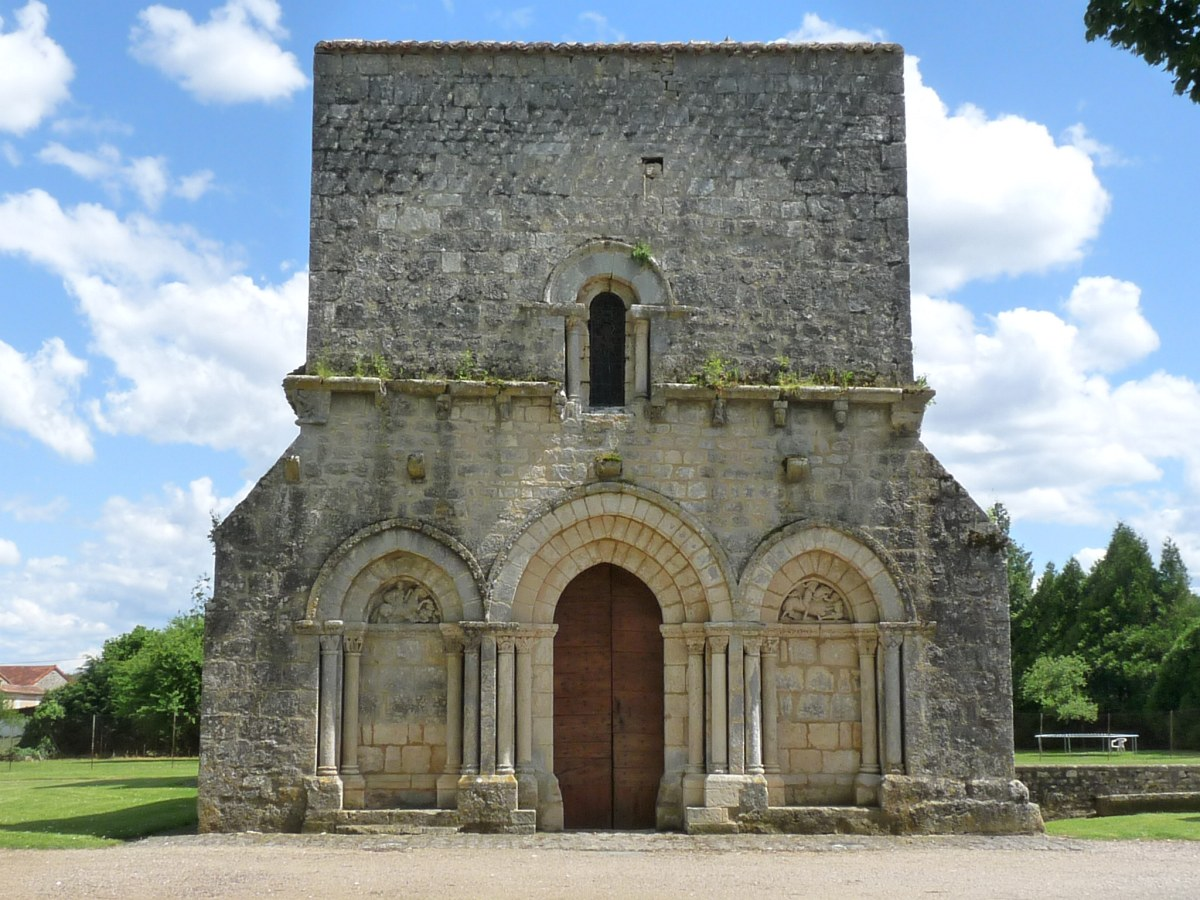
façade.
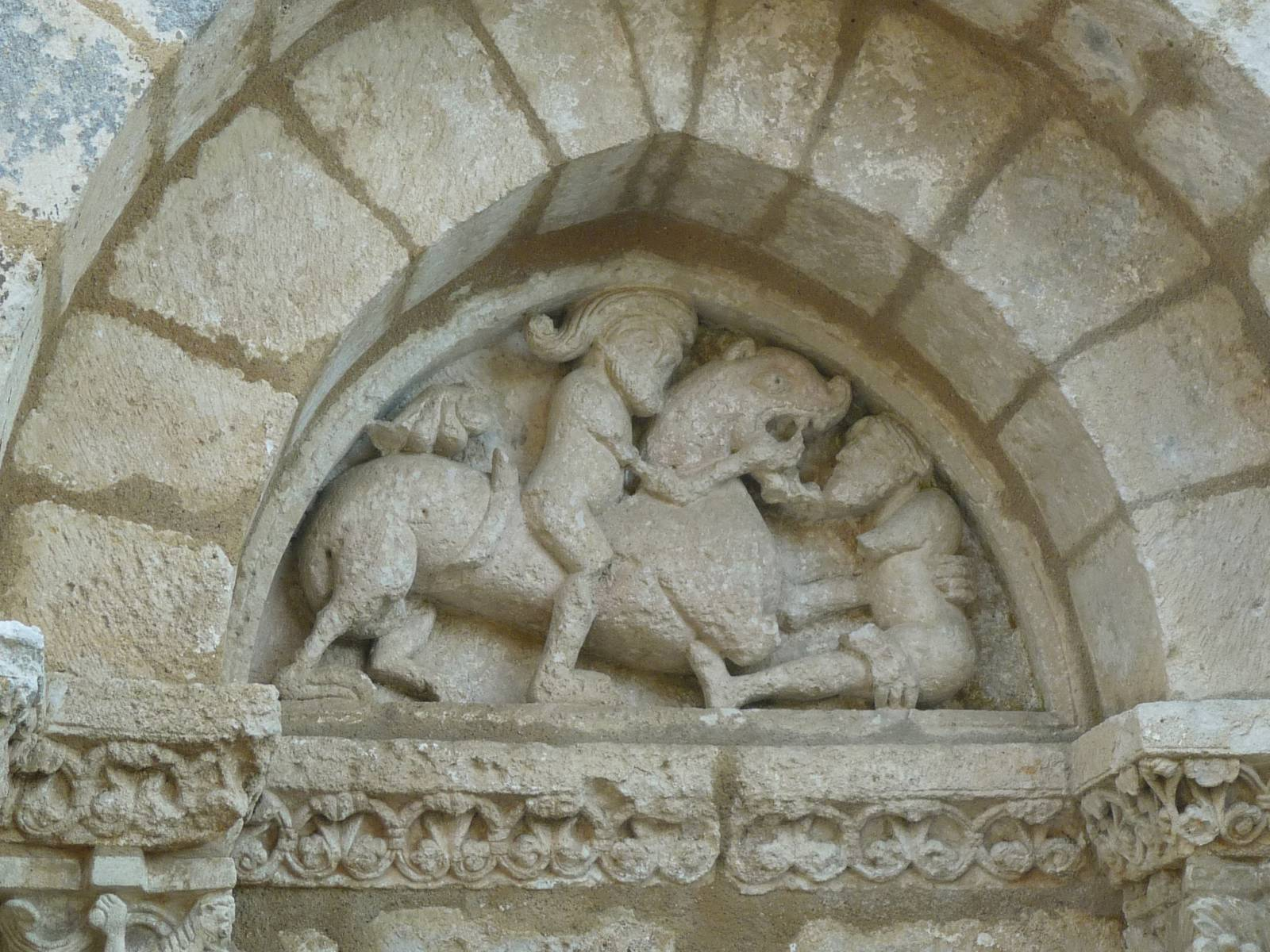
sculpture gauche de la façade.
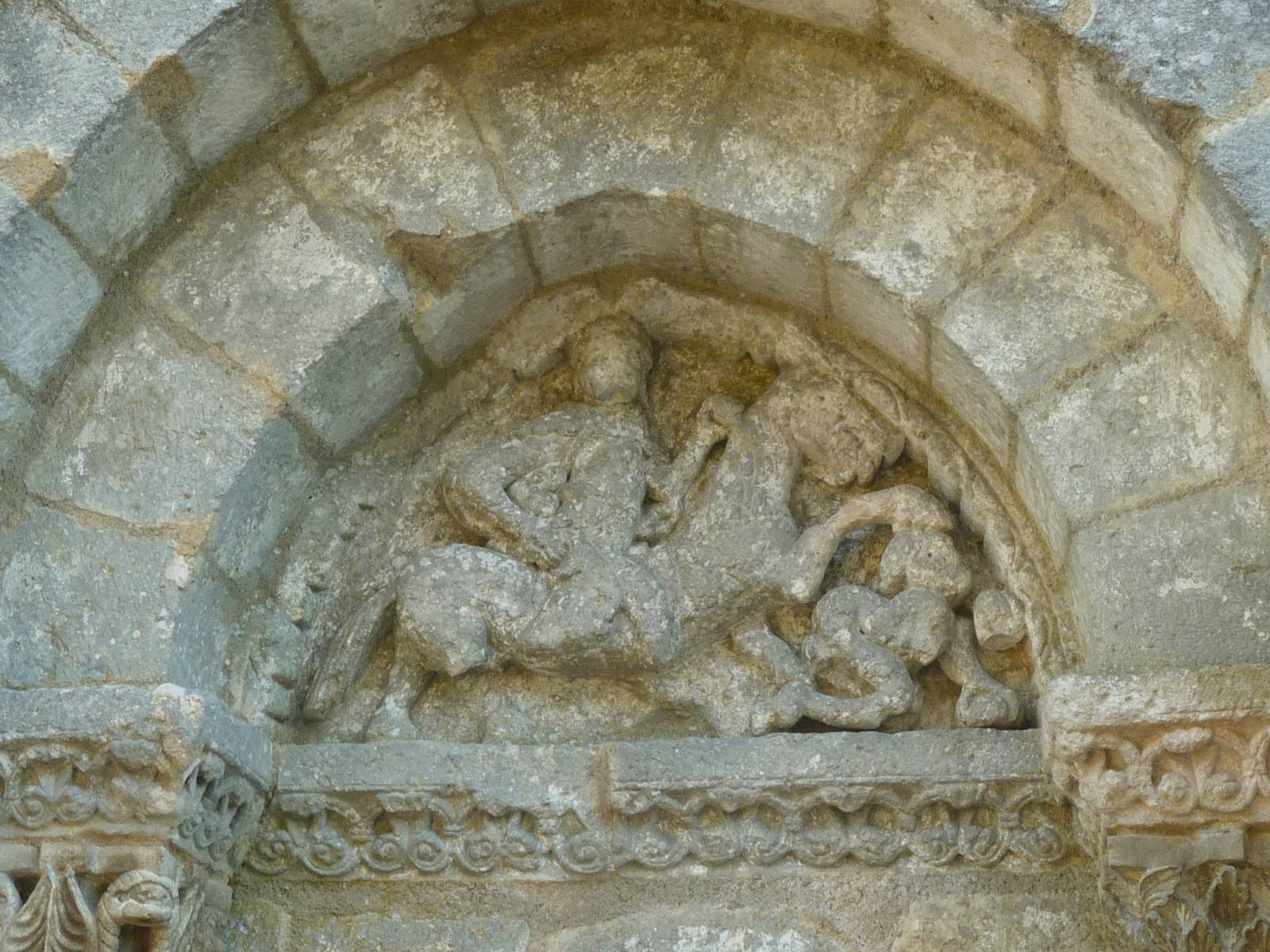
sculpture droite de la façade.
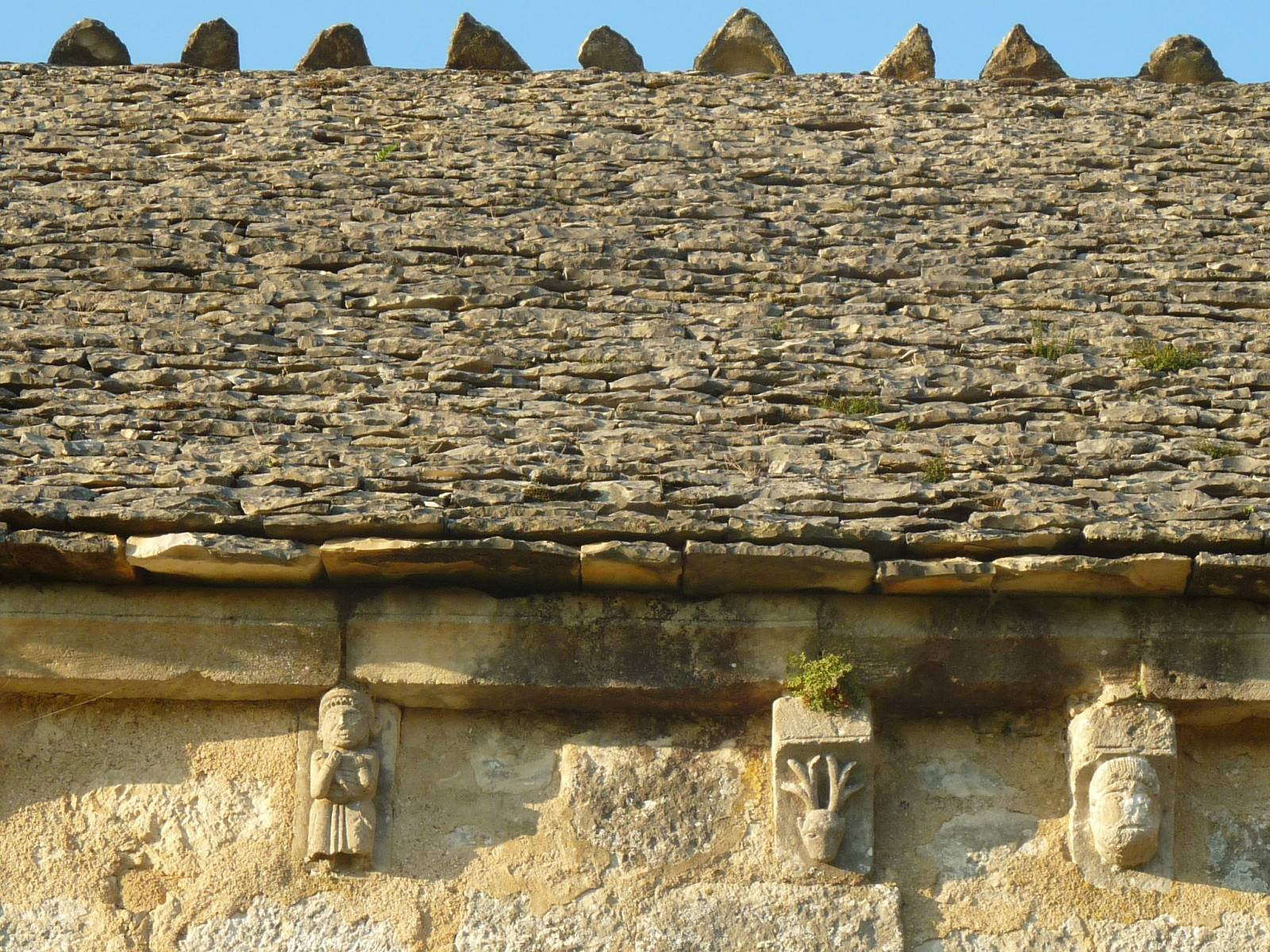
toit en lauze.
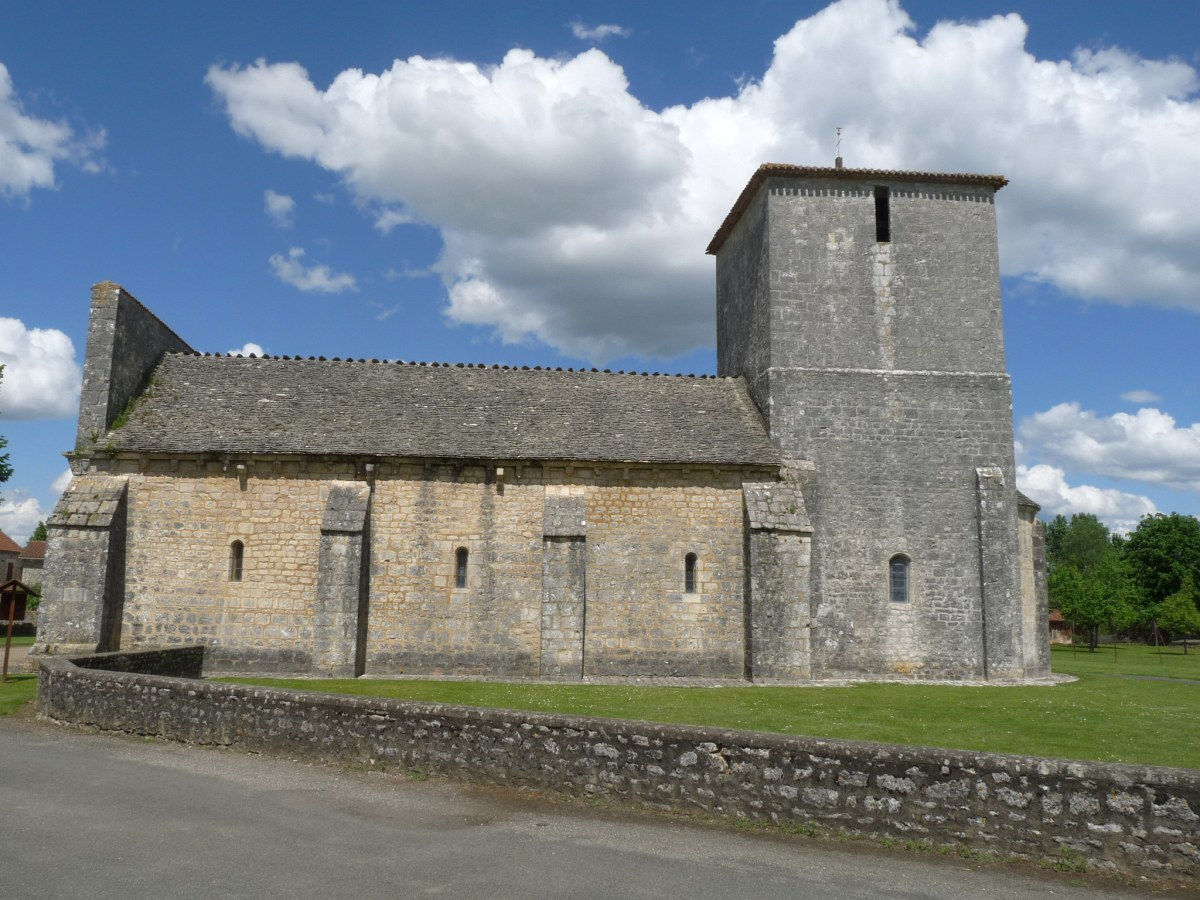
vue du sud.

### Patrimoine civil

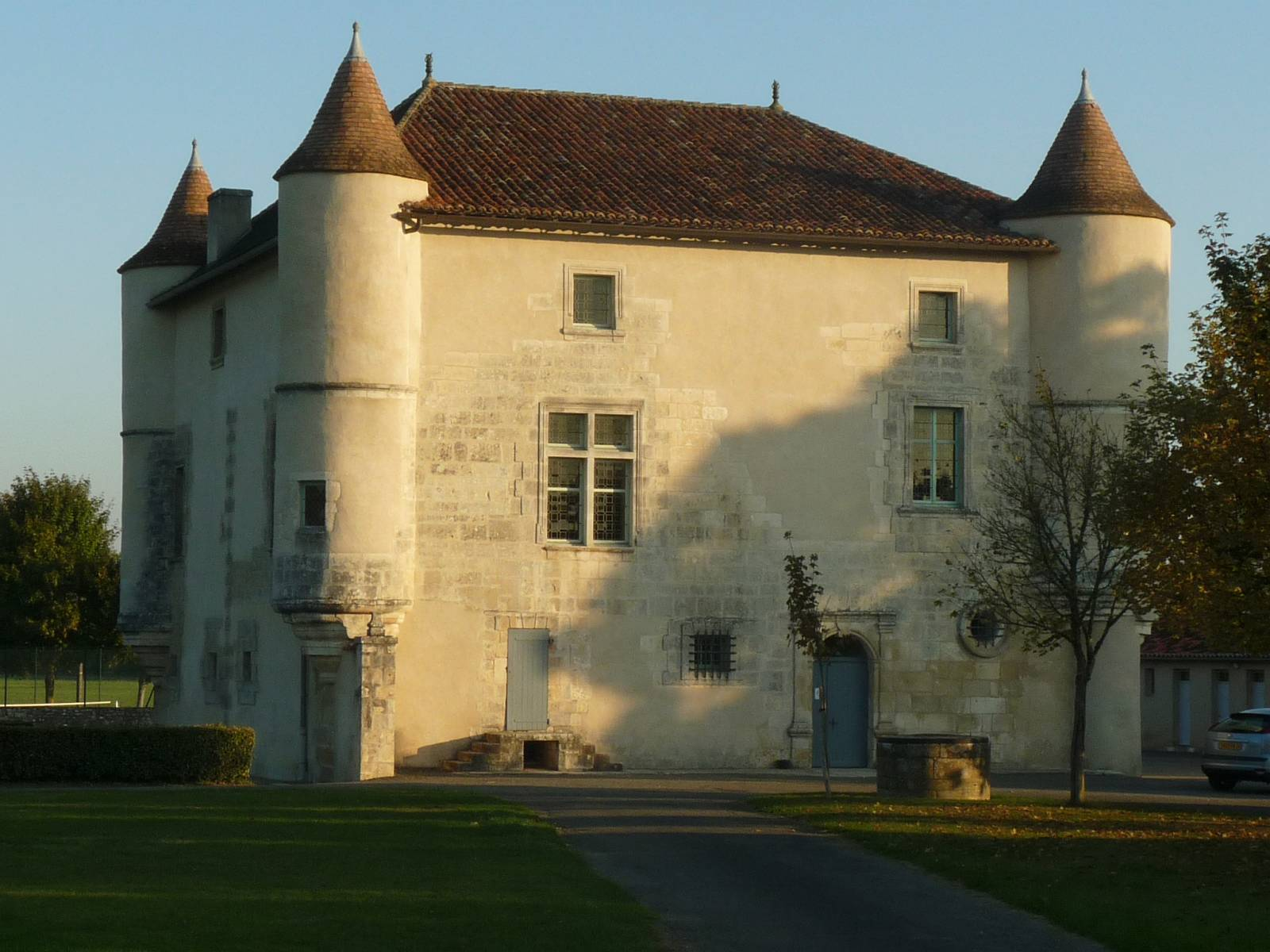
Le château.

Le château de la Rochette, propriété de la commune, a été construit à la fin du XVIe siècle remanié en 1617 puis au XVIIIe siècle. Les toitures ont été arasées et l'ensemble est très modifié. Restent la cuisine voûtée et la porte de d'entrée de la chapelle disparue. Les murs ont été inscrits monument historique le 3 juillet 1992.

## Personnalités liées à la commune
- Pierre Fureau de Villemalet (1760-1795) : général de la Révolution française né à La Rochette.